# Il giardino della follia
Il giardino della follia è un brano musicale del gruppo musicale rock italiano Litfiba, pubblicato nel 2000 come secondo singolo estratto dall'album in studio Elettromacumba.

## Tracce
- Il giardino della follia - 4:11

## Formazione
- Gianluigi Cavallo - voce
- Ghigo Renzulli - chitarra, voce addizionale
- Gianluca Venier - basso
- Ugo Nativi - batteria